# Ciclo di Pellucidar

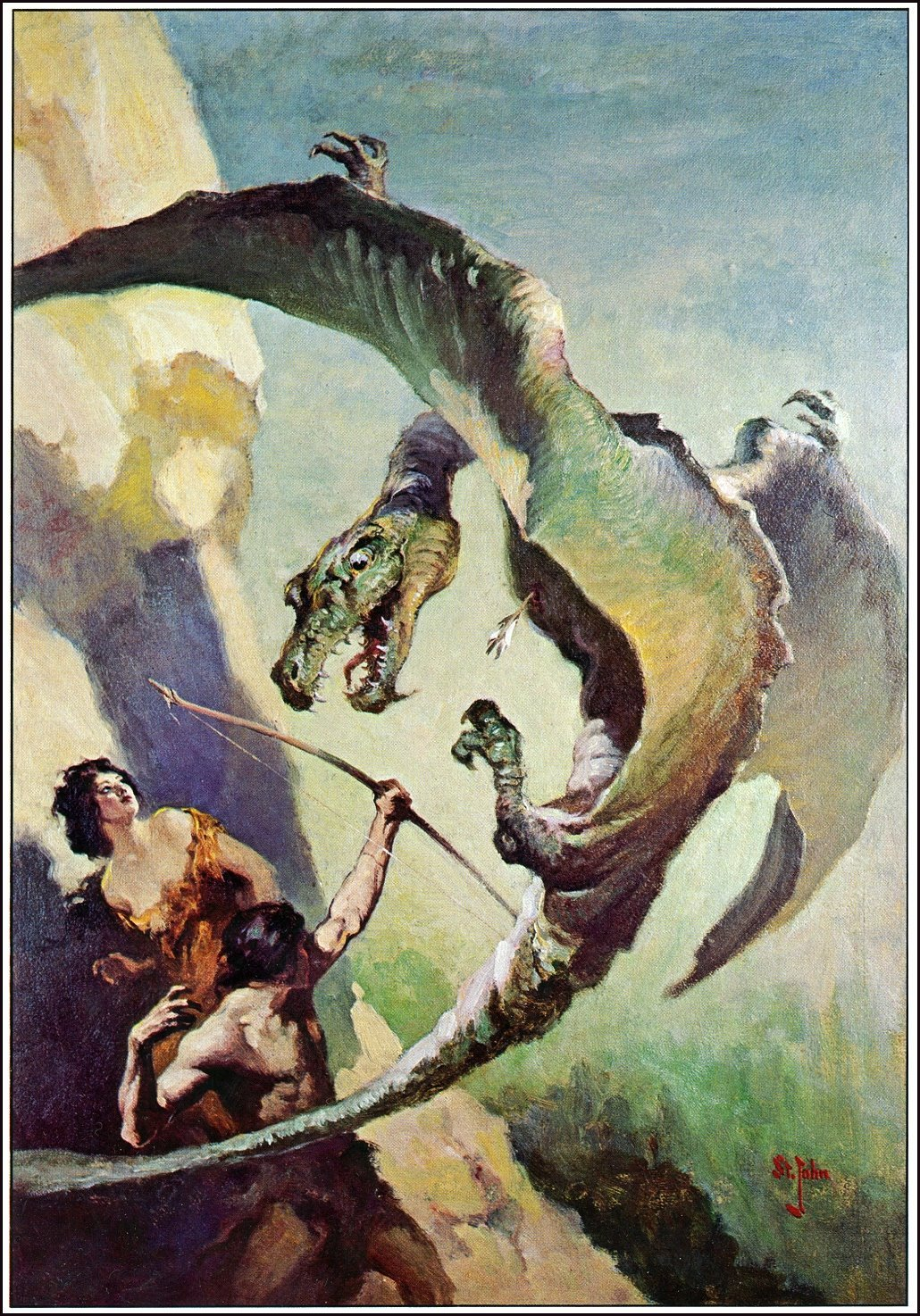
Illustrazione per il primo romanzo del ciclo, Al centro della Terra (At the Earth's Core), J. Allen St. John, 1922.

Il Ciclo di Pellucidar è una serie letteraria science fantasy di Edgar Rice Burroughs. Il romanzo d'esordio è Al centro della Terra (At the Earth's Core) pubblicato nel 1914 a puntate sulla rivista All-Story Weekly e poi raccolto in volume unico nel 1922. A questo fanno seguito altri cinque romanzi e una raccolta di novelle.
La serie si rifà alla teoria della Terra cava ed è ambientata in un continente fittizio che si sviluppa al centro della Terra e in cui sopravvivono dinosauri, creature preistoriche e popoli primitivi. Ha ispirato degli adattamenti a fumetti, televisivi e un film cinematografico. Come altre serie di Burroughs il Ciclo di Pellucidar ha avuto un decisivo influsso nelle successive opere di fantascienza epico-avventurosa, in particolare nei filoni mondo perduto e fanta-preistorico.

## Storia editoriale
Nel 1913 Burroughs aveva già iniziato due serie di grande successo il Ciclo di Barsoom e Tarzan, che scriveva alternatamente e inframmezzate da altre storie indipendenti. Da gennaio a febbraio 1913 completò la stesura di The Inner World, un romanzo ambientato all'interno della Terra. Il soggetto riprendeva la teoria della Terra cava, un tema che era stato già introdotto e sostenuto in passato da un numero di scienziati, poi ripreso in modo fantastico da illustri predecessori come Jules Verne o Edgar Allan Poe, e piuttosto frequente nella letteratura d'intrattenimento di fine Ottocento-inizio Novecento. Il romanzo, reintitolato At the Earth's Core, venne pubblicato in quattro parti sul pulp magazine All-Story Weekly dal 4 al 25 aprile 1914 e poi ristampato in volume unico dall'editore di Chicago A.C. McClurg nel 1922.
Burroughs continuò la narrazione a formare una serie di sette libri. Il quarto capitolo Tarzan at the Earth's Core è un crossover tra le serie di Pellucidar e di Tarzan, in cui Tarzan si reca nel mondo di Pellucidar. Il sesto romanzo Land of Terror è l'unico a non essere stato serializzato precedentemente su rivista e ad apparire subito in volume unico, in quanto tutti gli abituali editori dell'autore si rifiutarono di pubblicarlo. Chiude la serie Savage Pellucidar, una raccolta pubblicata postuma che contiene alcune novelle e racconti brevi, precedentemente pubblicati sulla rivista Amazing Stories, e una storia inedita.
Dopo la morte di Burroughs John Eric Holmes, grande appassionato delle opere dell'autore, scrisse un ulteriore romanzo della serie intitolato Mahars of Pellucidar e pubblicato nel 1976 da Ace Books con l'autorizzazione della Edgar Rice Burroughs Inc. Holmes lavorò anche a un sequel, Red Axe of Pellucidar, che venne però bloccato dalla compagnia di famiglia e fu distribuito solo nel 1993 come manoscritto in edizione limitata all'interno del circolo dei fan. Un terzo capitolo, programmato con il titolo di Swordsmen of Pellucidar, non fu mai scritto.
I primi due libri della serie sono entrati nel pubblico dominio negli Stati Uniti in quanto pubblicati prima del 1926. Nel 2020 tutti i romanzi del ciclo sono diventati liberi nei paesi in cui il copyright ha durata limitata a settant'anni dopo la morte dell'autore.
Dal 2021 la serie è in corso di pubblicazione in due edizioni distinte in italiano per conto delle case editrici Landscape Books e GM.libri.

### Opere
| N. | Prima edizione originale   | Prima edizione originale                                            | Prima edizione originale | Prima edizione italiana                             |
| N. | Titolo                     | Serializzazione                                                     | Volume unico             | Prima edizione italiana                             |
| -- | -------------------------- | ------------------------------------------------------------------- | ------------------------ | --------------------------------------------------- |
| 1  | At the Earth's Core        | aprile 1914, All-Story Weekly                                       | 1922, McClurg            | Al centro della Terra / Nel cuore della Terra, 2021 |
| 2  | Pellucidar                 | maggio 1915, All-Story Cavalier Weekly e All-Story Weekly           | 1923, McClurg            | Pellucidar, 2021                                    |
| 3  | Tanar of Pellucidar        | marzo-agosto 1929, Blue Book                                        | 1929, Metropolitan       | Tanar di Pellucidar, 2022                           |
| 4  | Tarzan at the Earth's Core | settembre 1929-marzo 1930, Blue Book                                | 1930, Metropolitan       | Tarzan al centro della Terra, 2022                  |
| 5  | Back to the Stone Age      | gennaio-febbraio 1937, Argosy con il titolo Seven Worlds to Conquer | 1937, Burroughs          | Ritorno all'età della pietra, 2022                  |
| 6  | Land of Terror             | -                                                                   | 1944, Burroughs          | La terra dell'orrore, 2023                          |
| 7  | Savage Pellucidar          | febbraio-aprile 1942, Amazing Stories                               | 1963, Canaveral Press    | Selvaggia Pellucidar, 2023                          |

## Ambientazione

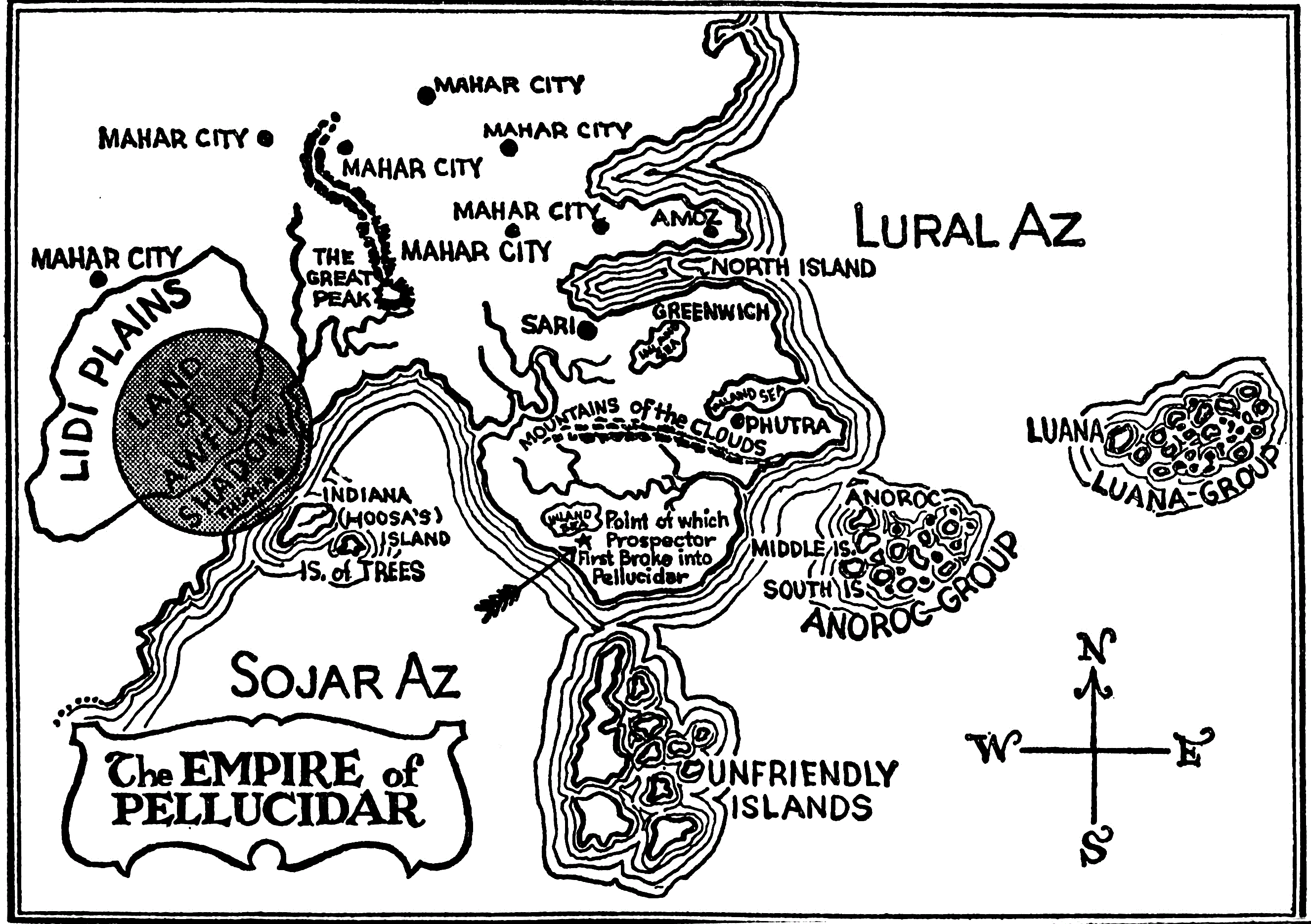
Una mappa di Pellucidar tratta dalla prima edizione del secondo romanzo della serie, Pellucidar (1915)

La serie è ambientata su Pellucidar, un mondo che si trova al centro della crosta terrestre e che si estende sulla superficie interna del suo guscio. Esso è accessibile al mondo di superficie tramite un tunnel polare, come descritto nel terzo e quarto libro, mentre nel primo romanzo il contatto è stabilito trapanando le cinquecento miglia della crosta terrestre con una scavatrice meccanica. Pellucidar si presenta come un mondo formato da continenti e oceani. A causa della sua conformazione concava in questa terra non esiste l'orizzonte, e più un punto si trova lontano più sembra essere in alto finché non si perde definitivamente alla vista nella foschia atmosferica.
Pellucidar è illuminato da un sole in miniatura sospeso al centro della sfera cava, che investe l'ambiente in un mezzogiorno perenne. L'unica eccezione è costituita da una regione che si trova direttamente sotto una minuscola luna geostazionaria e che è sempre avvolta dalle tenebre. Il sole in miniatura non cambia di luminosità e non tramonta mai; di conseguenza non esiste una vera concezione del tempo, che sembra scorrere più lentamente rispetto alla superficie e in modo disomogeneo in diverse località di Pellucidar.
Sviluppandosi in isolamento dalla superficie del pianeta e per via delle sue peculiarità temporali, Pellucidar ospita una fauna e una flora caratteristiche che comprendono forme di vita preistoriche di tutte le ere della Terra, dai dinosauri ai mammut. Anche svariate civiltà umane primitive abitano il mondo. La specie dominante sono invece i mahar, una razza intelligente di rettili volanti dai vasti poteri psichici, che sottomettono, sfruttano e si nutrono degli altri popoli.

## Trama
Il magnate minerario David Innes e il suo vecchio amico inventore Abner Perry, durante un esperimento per testare una nuova scavatrice meccanica, si accorgono che la macchina non può essere fermata e dopo aver perforato le cinquecento miglia della crosta terrestre giungono su Pellucidar. Qui Innes si innamora della principessa Dian e dopo averla salvata da numerosi pericoli, la sposa e rovescia la tirannica supremazia dei mahar riunendo i vari popoli umani sotto l'egida dell'Impero di Pellucidar. Innes è il protagonista dei primi due libri Al centro della Terra e Pellucidar e degli ultimi due Land of Terror e Savage of Pellucidar, ha inoltre un ruolo importante nel quarto racconto Tarzan at the Earth's Core.
In Tanar of Pellucidar il protagonista è Tanar, il figlio di Ghak, uno dei primi sostenitori di Innes nel suo progetto di unione politica di Pellucidar. In Tarzan at the Earth's Core e Back to the Stone Age Innes viene rapito dai corsari e, in risposta a una richiesta di aiuto, Tarzan e Jason Gridley organizzano ua spedizione su Pellucidar per soccorrerlo.
I libri che compongono il ciclo seguono tutti uno schema simile, in cui l'eroe di turno deve partire per una cerca o missione, a cui seguono scontri con popoli primitivi o bestie feroci, catture, fughe, spesso con l'assistenza di un aiutante o di coincidenze fortuite, un triangolo amoroso tra il protagonista, una bella selvaggia e altri pretendenti, e infine il coronamento dell'avventura.

## Accoglienza e impatto culturale
Pur essendo una serie che non gode della stessa considerazione e popolarità di Tarzan o Barsoom, The Encyclopedia of Science Fiction ha definito Pellucidar "forse la migliore tra le ambientazioni di Burroughs" e "uno scenario perfetto per avventure cruente e romantiche".
Da un punto di vista stilistico e narrativo il ciclo offre poco di originale, riproponendo sostanzialmente situazioni, personaggi-tipo e trame già ampiamente utilizzate in altre serie da Burroughs e riproposte in modo sempre meno convinto ed efficace nel corso della pubblicazione dei romanzi. Il critico Erling Holtsmark sottolinea però come nei primi episodi la serie non sia priva di interesse, soprattutto per via della concezione di Pellucidar e della missione civilizzatrice di Innes come una sorta di destino manifesto statunitense e dei parallelismi che è possibile trarre tra il mondo sotterraneo e quello sulla superficie con cui Burroughs opera una sottile critica alla società contemporanea.
I romanzi del Ciclo di Pellucidar sono conosciuti per il loro impatto pioneristico nel campo della narrativa di genere avventuroso, fantascientifico e fantastico, in particolare nei filoni mondo perduto e fanta-preistorico. Hanno influenzato numerosi autori e opere successive, quali Howard Phillips Lovecraft in Alle montagne della follia o Lin Carter in Zanthodon.

## Trasposizioni

### Fumetti
Il primo tentativo di adattare in forma di fumetto il Ciclo di Pellucidar risale alla fine degli anni trenta sulla scia del successo delle strisce di Tarzan e John Carter of Mars. La Western Publishing chiese al figlio di Burroughs, John Coleman Burroughs, di realizzare un fumetto dal titolo Dave Innes of Pellucidar per una pubblicazione regolare mensile. Il fumettista scrisse un racconto one-shot di venti tavole e due storie da sei pagine ciascuna, tuttavia la pubblicazione non si concretizzò: solo le prime dodici pagine del racconto introduttivo vennero pubblicate sulla poco conosciuta collana Hi-Spot Comics numero 2 nel novembre 1940 prima che la Western e la Dell Publishing interrompessero il loro coinvolgimento nella produzione di serie di Burroughs. Nella seconda metà degli anni sessanta la serie è stata recuperata e ristampata in un volume unico da un'associazione di appassionati denominata The Burroughs Bibliophiles.
Negli anni settanta la DC Comics deteneva i diritti per gli adattamenti a fumetti delle opere di Burroughs e pubblicò delle storie anche sul Ciclo di Pellucidar. Una trasposizione di At the Earth's Core uscì in Korak, Son of Tarzan numero 46 e continuò in Weird Worlds numeri 1-5; una storia che adattava il secondo romanzo Pellucidar proseguì sui numeri 6-7. Un ulteriore fumetto del ciclo venne pubblicato su Tarzan Family numero 66. Nel 2017 la Dark Horse Comics ha raccolto e ristampato queste storie nell'albo Pellucidar: At the Earth's Core.
Nel 2013 la Edgar Rice Burroughs Inc. ha iniziato a pubblicare la striscia a fumetti webcomic Pellucidar: The World at the Earth's Core scritta da Chuck Dixon e illustrata inizialmente da Tom Lyle e poi da Gary Kwapisz.

### Cinema e televisione
Il primo romanzo della serie è stato adattato nel film Centro della Terra: continente sconosciuto (At the Earth's Core) nel 1976, diretto da Kevin Connor e interpretato da Doug McClure nel ruolo di David Innes e Peter Cushing come Abner Perry.
Il romanzo Tarzan at the Earth's Core ha ispirato un episodio del 1976 della serie animata Tarzan, signore della giungla e la puntata pilota della serie tv Tarzan - La grande avventura del 1996. Una versione semplificata di Pellucidar, descritta semplicemente come una regione sotterranea all'Africa dove sopravvivono ancora i dinosauri, è inoltre un'ambientazione presente nella serie animata della Disney La leggenda di Tarzan del 2001-2003.